# 薛居正
| 中國二十四史 | 中國二十四史   | 中國二十四史 | 中國二十四史 | 中國二十四史 |
| 次序         | 書名           | 作者         | 作者         |              |
| 次序         | 書名           | 姓名         | 時代         |              |
| ------------ | -------------- | ------------ | ------------ | ------------ |
| 1            | 史记           | 司馬遷       | 西漢         |              |
| 2            | 汉书           | 班固         | 東漢         |              |
| 3            | 后汉书         | 范曄         | 劉宋         |              |
| 4            | 三國志         | 陈寿         | 西晋         |              |
| 5            | 晋书           | 房玄龄等     | 唐           |              |
| 6            | 宋书           | 沈约         | 蕭梁         |              |
| 7            | 南齐书         | 萧子显       | 蕭梁         |              |
| 8            | 梁书           | 姚思廉       | 唐           |              |
| 9            | 陈书           | 姚思廉       | 唐           |              |
| 10           | 魏书           | 魏收         | 北齐         |              |
| 11           | 北齐书         | 李百药       | 唐           |              |
| 12           | 周书           | 令狐德棻等   | 唐           |              |
| 13           | 南史           | 李延寿       | 唐           |              |
| 14           | 北史           | 李延寿       | 唐           |              |
| 15           | 隋书           | 魏徵等       | 唐           |              |
| 16           | 旧唐书         | 刘昫等       | 后晋         |              |
| 17           | 新唐书         | 欧阳修等     | 北宋         |              |
| 18           | 旧五代史       | 薛居正等     | 北宋         |              |
| 19           | 新五代史       | 欧阳修       | 北宋         |              |
| 20           | 宋史           | 脱脱等       | 元           |              |
| 21           | 辽史           | 脱脱等       | 元           |              |
| 22           | 金史           | 脱脱等       | 元           |              |
| 23           | 元史           | 宋濂等       | 明           |              |
| 24           | 明史           | 张廷玉等     | 清           |              |
| 相關         | 東觀漢記       | 劉珍等       | 東漢         |              |
| 相關         | 新元史         | 柯劭忞       | 民國         |              |
| 相關         | 清史稿         | 趙爾巽等     | 民國         |              |
| 相關         | 點校本二十四史 | 顧頡剛等     | 共和國       |              |

薛居正（912年—981年），字子平，开封府浚仪县（今河南省开封市）人，北宋名臣、史学家。

## 生平
祖父薛延鲁，唐朝汝州刺史，父薛仁谦是後周太子宾客。薛居正早年科舉不順，只好寫《遣愁文》以自解，逾年，登第。后晉天福年間，華州節度使刘遂凝辟其為從事。劉遂凝堂兄劉遂清領邦計，奏署鹽鐵巡官。開運初，改度支推官。宰相李崧領鹽鐵，又奏署推官，加大理寺直，遷右拾遺。桑維翰為開封府尹，奏署判官。后漢乾祐初年，史弘肇領侍衛親軍，威權震主，殘忍自恣，無敢忤其意者。其部下吏告民犯鹽禁，法當死。獄將決，居正疑其不實，召詰之，乃吏與民有私憾，因誣之，逮吏鞫之，具伏抵法。弘肇雖怒甚，亦無以屈。
后周廣順初年，遷比部員外郎，領三司推官，旋知制誥。後周太祖征兗州，詔居正從行，以勞加都官郎中。顯德三年，遷左諫議大夫，擢弘文館學士，判館事。六年，使滄州定民租。未幾，以材幹聞於朝，擢刑部侍郎，判吏部銓。宋朝建立后，任户部侍郎（寄祿官，正四品下），加兵部侍郎（寄祿官，正四品下）。當時赵普任宰相，赵匡胤恐赵普专权，想设置副相，以分散其权，故以薛居正、吕馀庆等人為参知政事（副宰相），性寬和，不好苛察。六年，拜门下侍郎（階官，正三品）、同中書門下平章事（宰相）。自任參知政事至任相的十八年內，恩遇始终不替。
湖南初定。薛居正知朗州事，期間爆發汪端作亂，监军使懷疑是城中僧人是賊人黨羽，打算誅殺，被薛阻止，最後由都監尹重睿平定亂事，州內一千多名僧人赖以全活。乾德初，又官吏部侍郎（寄祿官，正四品下），好飲酒，饮至数斗不乱。
开宝九年（976年）十月太宗即位，以薛为昭文相（同中書門下平章事、昭文館大學士）。喜歡讀書，“为文落笔不能自休”。太平興國初，加尚書左僕射（寄祿官，從二品）、昭文館大學士（館職）。随宋太宗平定北汉后回朝，進位司空（加官，三公，正一品）。六年，因服丹砂遇毒，方奏事，覺疾作，遽出。至殿門外，飲水升餘，堂吏掖歸中書，已不能言，但指廡間儲水器。左右取水至，不能飲，偃閣中，吐氣如煙焰，輿歸私第卒，赠太尉（贈官，三公，正一品）、中书令（贈官，正二品），谥文惠。其養子薛惟吉將他生前的作品收集成冊，帝賜名《文惠集》，今佚。咸平二年，诏配飨太祖庙庭。
开宝六年（973年），由薛居正监修，卢多逊、扈蒙等受命修《五代史》。《五代史》成，又名《梁唐晋汉周书》。后世为别于欧阳修《新五代史》，改作《旧五代史》。